# Coffey (Missouri)
Coffey è un comune degli Stati Uniti d'America, situato nello Stato del Missouri, nella contea di Daviess.